# Estação de Engenheiro Schmitt
A Estação de Engenheiro Schmitt é uma estação ferroviária localizada no distrito de Engenheiro Schmitt, em São José do Rio Preto, Estado de São Paulo. Foi inaugurada em 1 de outubro de 1912 pela Estrada de Ferro Araraquara. Hoje, é patrimônio histórico municipal e do IPHAN, Instituto do Patrimônio Artístico e Histórico Nacional.

## História
A estação de trem de Engenheiro Schmitt foi construída nas terras da Fazenda Rio Preto, pouco depois da chegada, em 1912, dos trilhos da Estrada de Ferro Araraquara. Já com problemas financeiros, a linha-tronco chegou ao município. A obra visava atender os moradores das propriedades rurais. A estação foi chamada de Engenheiro Schmitt em homenagem ao alemão Karl Ebenhardt Jacob Schmitt, que traçou o desenho da estrada de ferro entre Taquaritinga e São José do Rio Preto.
O município de São José do Rio Preto, então chamado Rio Preto, atraiu a via férrea. A Estrada de Ferro Araraquara, que em 1910 chegou a Catanduva, demorou dois anos para concluir o trecho até o município. Estações de embarque foram construídas a pequenas distâncias: Ignácio Uchoa, Cedral, Engenheiro Schmitt, precedem a estação de trem de São José do Rio Preto. Todos esses postos atraíram a atenção de pioneiros. Nos acampamentos e canteiros de obras da ferrovia, os operários necessitavam da presença de fornecedores de produtos indispensáveis à subsistência, que gradativamente se instalaram em caráter permanente ao redor da "estação". As primeiras moradias que deram origem ao distrito surgiram ao redor da paragem.
Somente em 1933, depois de ter sido estatizada em 1919, a linha foi prolongada até Mirassol, e em 1941 começou a avançar mais rapidamente, chegando a Presidente Vargas em 1952, seu ponto final à beira do rio Paraná. Em 1955, completou-se a ampliação da bitola do tronco para 1,60m, totalmente pronta no início dos anos 60. Em 1971 a Estrada de Ferro Araraquara foi incorporada pela Fepasa. Até 1986 a Estação de Engenheiro Schmitt serviu como parada de passageiros e cargas, quando foi desativada e a Fepasa recomenda a demolição do seu prédio de embarque.

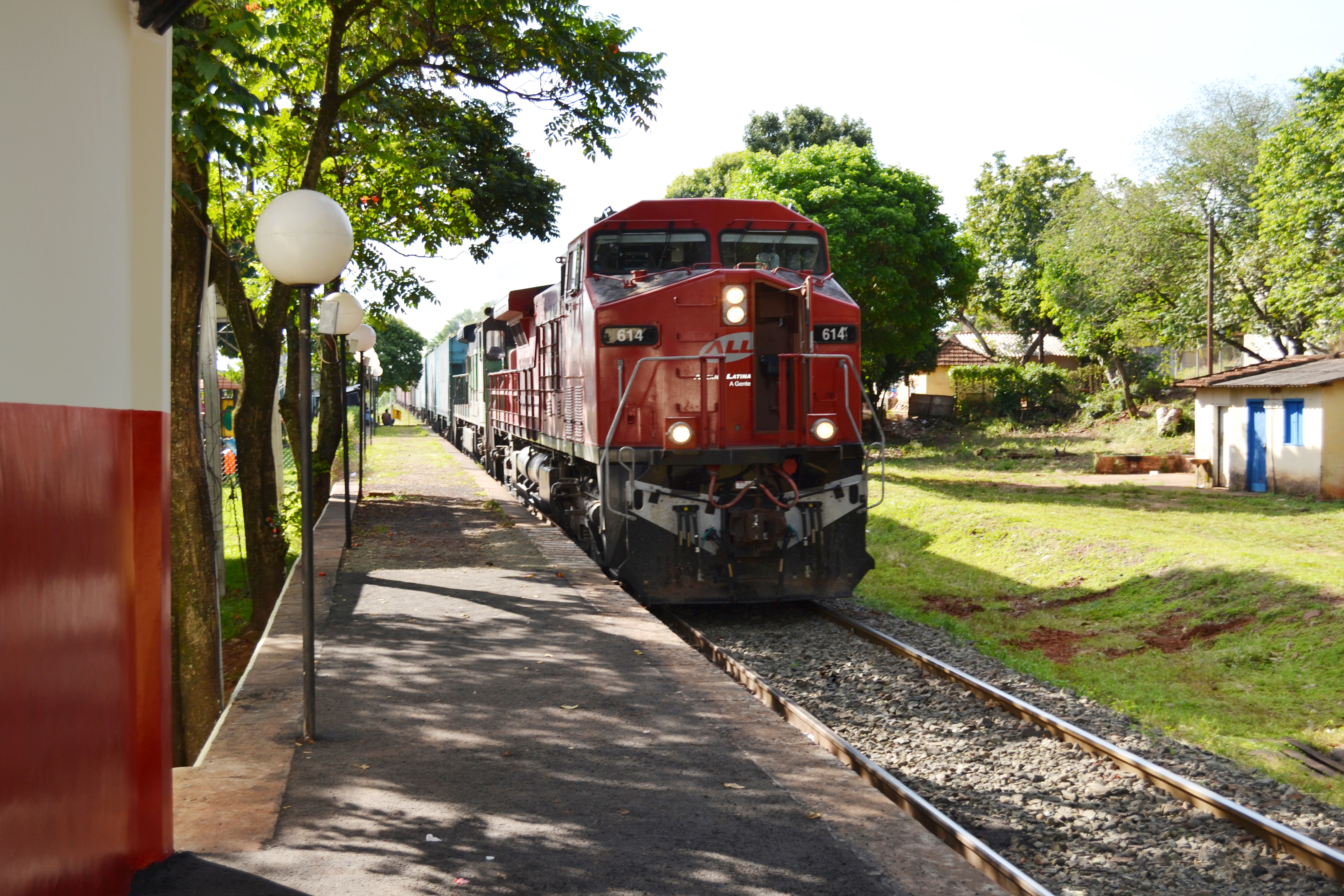
Trem de carga chegando na Estação de Engenheiro Schmitt.

Em dezembro de 2002, um trem de passageiros funcionou até Engenheiro Schmitt para levar visitantes a uma exposição de arte no distrito. Em 2008 isso se repetiu, mas com uma litorina. No mesmo ano a estação ferroviária tornou-se patrimônio histórico municipal. O prédio pertence à união, mas foi concedido à América Latina Logística desde a concessão da ferrovia até 2009, quando um acordo entre a prefeitura de São José do Rio Preto e a concessionária deixou o patrimônio sob-responsabilidade do município, por causa do projeto de VLT que deve incentivar o turismo na região noroeste paulista com um percurso entre São José do Rio Preto e o distrito. A proposta é criar espaços que também serão utilizados nos dias em que o trem não estiver funcionando, com feira de artesanato, museu e restaurante. O centro comunitário terá aproximadamente 300 m² e será um espaço para eventos e shows.
No dia 4 de maio de 2014 começa a operar para o público, por meio da SEMDEC – Secretaria de Desenvolvimento Econômico e de Negócios de Turismo, o Trem Caipira. Trajeto turístico de 10 km entre a estação central de São José do Rio Preto até a Estação de Engenheiro Schmitt. Para colocá-lo "no trilho", o Ministério do Turismo investiu R$ 731 mil na compra da locomotiva, em parceria com a prefeitura de São José do Rio Preto. O percurso de 10 km leva cerca de trinta minutos para ser percorrido.
A travessia é feita apenas um domingo por mês, e permanece no distrito por cerca duas horas. Nos dias de passeio, os passageiros são recebidos na Estação de Engenheiro Schmitt com uma exposição de produtos de artesãos locais. As reservas devem ser feitas no website da prefeitura.
O trem é um VLT composto por um veículo motriz com capacidade para 28 passageiros sentados mais um cadeirante e o reboque com capacidade máxima para 30 passageiros sentados. No total são 58 lugares. A viagem é executada por dois maquinistas treinados pela América Latina Logística, dois monitores ou chefes de trens, que contarão com o apoio de um socorrista, de agentes da guarda municipal nas estações e em todas as passagens de nível, além de funcionários da ALL que dão respaldo técnico e logístico ao projeto.